# 사이먼 브래드스트리트
사이먼 브래드스트리트(Simon Bradstreet, 1603/4 ~ 1697년 3월 27일 세례명)는 뉴잉글랜드의 상인, 정치인, 식민지 행정가로 매사추세츠만 식민지의 마지막 총독을 역임했다. 1630년 윈스롭 함대를 타고 매사추세츠에 도착한 사이먼은 거의 끊임없이 식민지의 정치에 관여했지만 1679년에서야 총독이 되었다.
런던에서 외교 공관과 왕관의 대리인으로 일했고, 뉴잉글랜드 연합의 위원으로도 일했다. 사이먼은 언론의 자유와 왕정복고 후 찰스 2세의 요구를 수용하기 위해 소수의 입장을 주장하며 정치적으로 온건했다.
사이먼은 매사추세츠의 공동 설립자인 토머스 더들리와 뉴잉글랜드 최초의 시인인 앤 브래드스트리트의 딸과 결혼했다. 사이먼은 토지와 해운 이자에 투자하는 사업가였다. 사이먼은 93세에 사망했다. 현재도 93세는 오래 장수한 것인데 그가 사망할 당시인 1697년이면 엄청나게 오래 산 것이었다. 이에 코튼 매더는 그리스 신화에 나오는 인물 중 장수한 것으로 유명한 네스토르를 따서 사이먼을 "뉴잉글랜드의 네스토르"라고 불렀다.

## 젊은 시절
사이먼 브래드스트리트는 1603/4년 3월 18일 링컨셔의 호블링에서 사이먼과 마가렛 브래드스트리트의 세 아들 중 둘째로 세례를 받았다. 그의 아버지는 교구 교회의 목사였고, 아일랜드의 소수 귀족의 후손이었다. 그의 외조카는 형 존 브래드스트리트를 거쳐 1대 남작 사이먼 브래드스트리트가 되었다. 열렬한 비국교회였던 아버지와 함께 젊은 사이먼은 어릴 때부터 청교도적 종교적 견해를 습득했다. 사이먼은 16세에 임마누엘 칼리지에 입학했다. 그곳에서 2년 동안 공부한 후, 1622년에 토머스 더들리의 조수로 링컨 백작의 복무에 들어갔다. 사이먼이 임마누엘 칼리지에 1623~1624년에 복학했는지에 대해서는 다소 불확실한 점이 있다. 벤에 따르면, 당시 사이먼이 임마누엘에 입학하여 석사학위를 받았지만, 족보학자 로버트 앤더슨은 이것이 동일인이 아니라고 생각한다. 사이먼이 임마누엘에 머무는 동안 존 프레스톤은 워릭 백작의 아들 리치 경의 가정교사나 총독으로 활동했다. 리치는 1623년에 12살이 되었고, 프레스턴은 1622년에 임마누엘의 주인으로 임명되었다.
더들리가 1624년 보스턴으로 잠시 이사했을 때 사이먼은 더들리의 자리를 물려받았다. 몇 년 후 더들리가 돌아오자 사이먼은 잠시 워릭 백작부인의 스튜어드로 일했다. 1628년 더들리의 딸 앤이 16세가 되던 해에 사이먼은 더들리와 결혼했다.
1628년, 더들리와 링컨 백작 가문 출신의 다른 사람들은 북아메리카에 청교도 식민지를 설립하는 것을 목표로 매사추세츠만 회사를 설립했다. 사이먼은 1629년 회사에 합류하였으며, 1630년 4월에는 더들리 가족과 식민지 총독 존 윈스럽과 함께 매사추세츠만으로 가는 배의 함대에 합류했다. 그곳에서 그들은 매사추세츠만 식민지의 수도인 보스턴을 설립했다.

## 주해
1. 1 2  율리우스력에서는 영국에서 사용되던 한 해가 3월 25일에 시작되었다. 그레고리력에서 날짜와 혼동을 피하기 위해 유럽의 다른 지역에서 사용되던 1월과 3월 사이의 날짜는 종종 두 해로 작성되었다. 이 문서의 날짜는 특별한 언급이 없는 한 율리우스력에 있다.
2. ↑  Cutter, pp. 123–124
3. ↑  “Did Shakespeare live in Kilmainham, Dublin?”. 《Politics.ie》 (영국 영어). 2019년 1월 11일. 2023년 12월 8일에 확인함.
4. ↑  Moore, 377쪽
5. ↑  〈Bradstreet, Simon (BRDT617S)〉. 《케임브리지 동문 데이터베이스》. 케임브리지 대학교.
6. ↑  Anderson, p. 1:210
7. ↑  Cutter, 124쪽
8. ↑  Cokayne, p. 67
9. ↑   〈Preston, John (1587-1628)〉. 《영국인명사전》. 런던: Smith, Elder & Co. 1885–1900.
10. ↑  Moore, 378쪽
11. ↑  Jones, pp. 44–46, 55